# Teje
Teje (Ca. 1398 f.Kr. -. 1338 f.Kr., også stavet Taia, Tiye, Tiy og Tiyi). Hun var dronning af Egypten og hustru af den egyptiske farao Amenhotep 3. Hun var mor til Akhnaton og bedstemor til Tutankhamon. Hendes mumie blev identificeret som "The Elder Lady" fundet i graven af Amenhotep 2. (KV35) i 2010.